# Idaea filicata
Idaea filicata is een nachtvlinder uit de familie Geometridae, de spanners. De spanwijdte bedraagt tussen de 12 en 21 millimeter. De vlinder vliegt verspreid over Zuid-Europa en het Nabije Oosten. De vlinder kent daar van mei tot september twee of drie generaties. Hij heeft als waardplanten anjer en ereprijs